# Лиманное (Калмыкия)
Лиманное (до 1949 года — Потап-Беляевский) — исчезнувшее село в Городовиковском районе Калмыкии. Располагалось примерно в 20 км к северо-востоку от ставки Большедербетовского улуса — посёлка Башанта близ лимана Большой Бурукшун.

## История
Основано в 1920-х годах как переселенческий посёлок Потап-Беляевский (также Потапо-Беляевский) в рамках кампании по переселению на территорию Калмыцкой автономной области калмыков, проживавших за пределами автономи. Судя по названию, сюда переселялись калмыки из донских станиц — Беляевской и Потаповской.
Летом 1942 года посёлок Потап-Беляевский, как и другие населённые пункты Западного района (улуса), был оккупирован. Освобождён в январе 1943 года.
28 декабря 1943 года калмыцкое население было депортировано. После ликвидации Калмыцкой АССР посёлок входил в состав Западного района Ростовской области. В августе 1949 года хутор Потап-Белявский (так в источнике) Цоросовского сельсовета был переименован в село Лиманное. Село возвращено вновь образованной Калмыцкой автономной области в январе 1957 года (с 1958 года — Калмыцкая АССР).
Дата упразднения не установлена.